# اویگن کمبر
اویگن کمبر (انگلیسی: Eugen Kamber; ۱۸ سپتامبر ۱۹۲۴ – ۱ مارس ۱۹۹۱) دوچرخه‌سوار اهل سوئیس بود.